# Tillandsia reclinata
Tillandsia reclinata là một loài thuộc chi Tillandsia. Đây là loài đặc hữu của Brasil.

## Hình ảnh

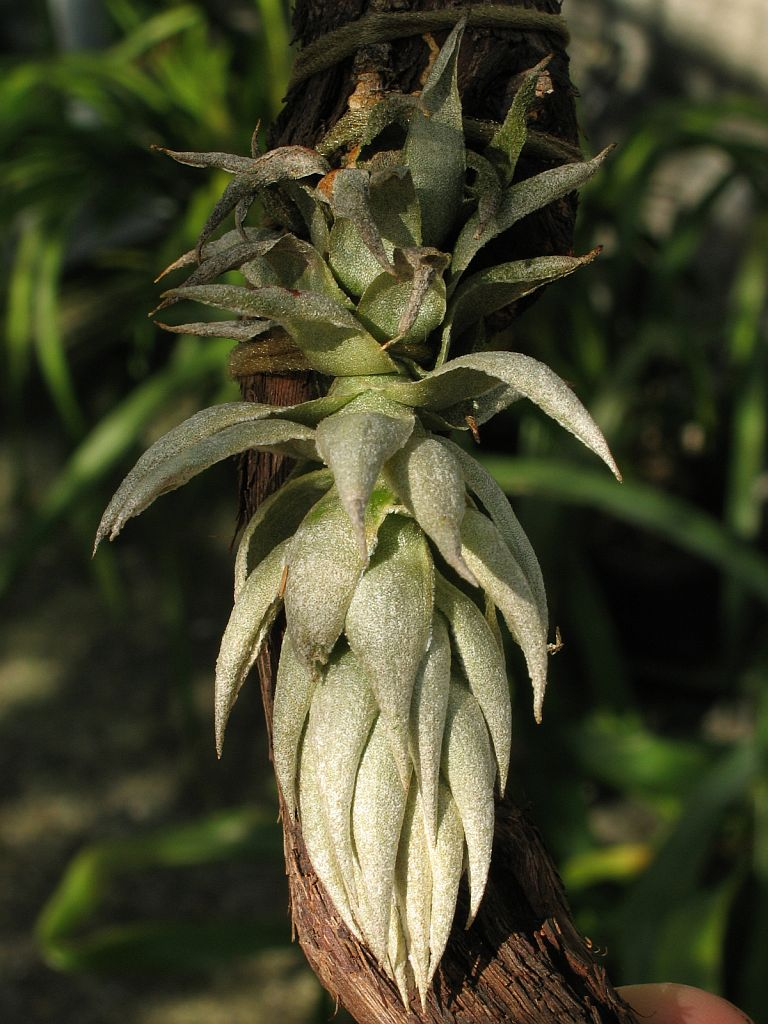